# Delphine Oger
Delphine Oger est une joueuse de football belge née le 14 juin 1996, évoluant au poste de gardien de but.
Elle évolue actuellement au Standard de Liège.

## Palmarès
Avec le Standard de Liège
- Championne de Belgique en 2017
- Championne de Belgique D1 en 2016
- Championne de Belgique D2 en 2013
- Coupe de la Province de Liège en 2014

### Bilan
4 titres